# شکار روباه

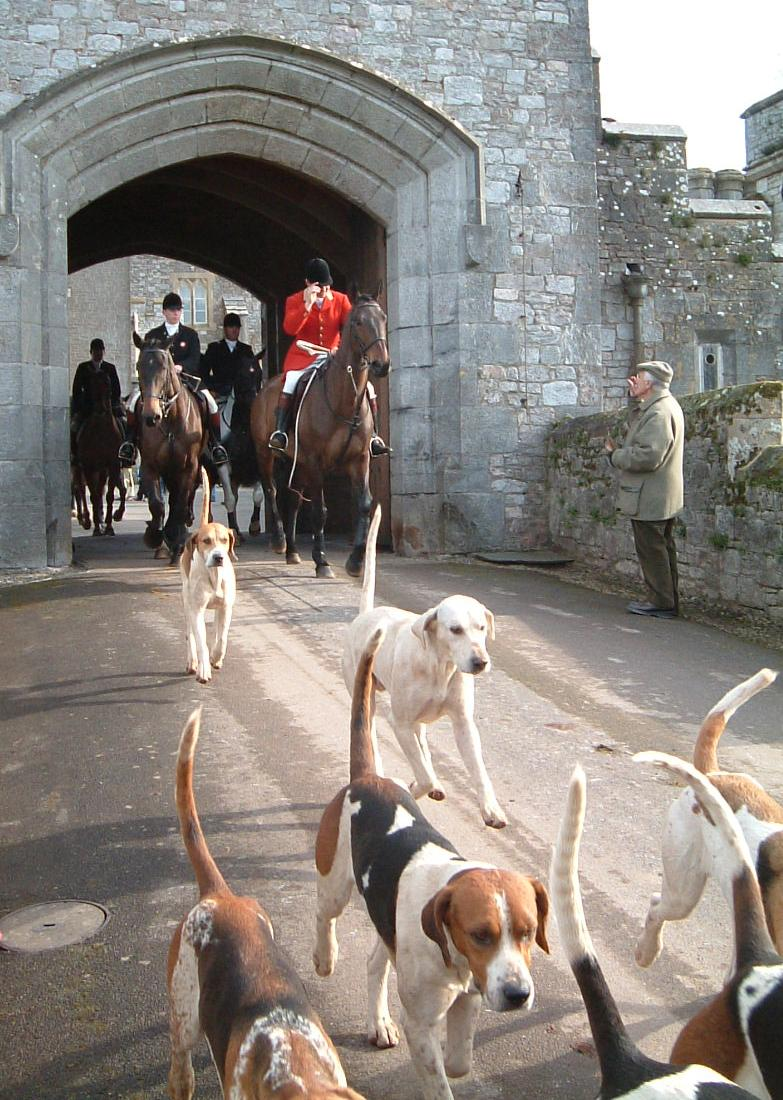
استاد سگ‌های روباه‌یاب از قلعه پودرهام در دوون، انگلستان، با سگ‌های شکاری در جلو، میدان را هدایت می‌کند.

شکار روباه فعالیتی است که شامل ردیابی، تعقیب و گریز و در صورت یافتن، کشتن یک روباه، به‌طور سنتی یک روباه سرخ، توسط سگ‌های روباه‌یاب آموزش‌دیده یا دیگر سگ‌های بویاب بود. گروهی از پیروان غیرمسلح با رهبری یک «استاد روباه‌یاب» (یا «استاد سگ‌های شکاری»)، با پای پیاده یا سواره به دنبال سگ‌های شکاری می‌روند. در استرالیا، این اصطلاح همچنین به شکار روباه با سلاح گرم، مشابه شکار گوزن اشاره دارد.

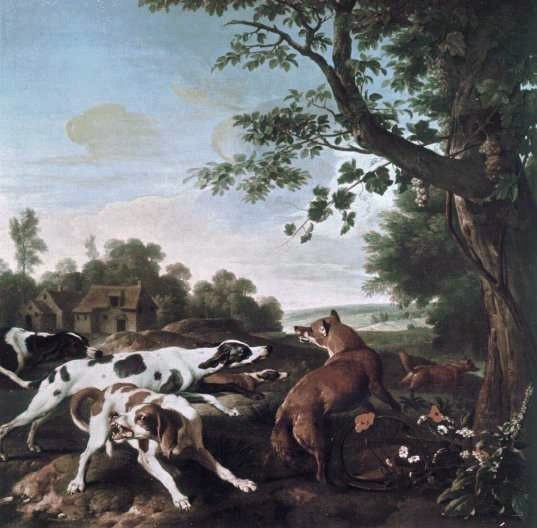
شکار روباه، الکساندر فرانسوا دسپورتس، فرانسه، ۱۷۲۰